# William Wallace (matemático)
El matemático e inventor William Wallace (1768-1843) nació un 23 de septiembre.
Inventó una especie de pantógrafo, el ‘eidógrafo’, un instrumento de dibujo para reproducir una figura a escala, pero usando un principio diferente del primero.
Durante el verano de 1821, Wallace se interesó en el estudio de instrumentos destinados a reproducir formas.  A mediados de julio construye el prototipo de un instrumento que le parece más manejable que el pantógrafo y que bautiza con el nombre de eidógrafo por trazador de forma. En noviembre de 1821 lo presenta en la Royal Society of Edinburgh y durante los siguientes años algunos grabadores lo utilizan para dibujar las planchas de obras como la Encyclopedia Britannica.
En 1831, ante Royal Society of Edinburgh, expone su Account of the invention of the pantographe and a Description of the Eidograph, a copying Instrument invented by William Wallace (ver [2]), en el que describe el instrumento y su modo de empleo.
- Datos: Q921869
- Multimedia: William Wallace (mathematician) / Q921869